# Caloncoba brevipes
Caloncoba brevipes är en tvåhjärtbladig växtart som först beskrevs av Otto Stapf, och fick sitt nu gällande namn av Ernest Friedrich Gilg. Caloncoba brevipes ingår i släktet Caloncoba och familjen Achariaceae. Inga underarter finns listade i Catalogue of Life.